# Roswellincident

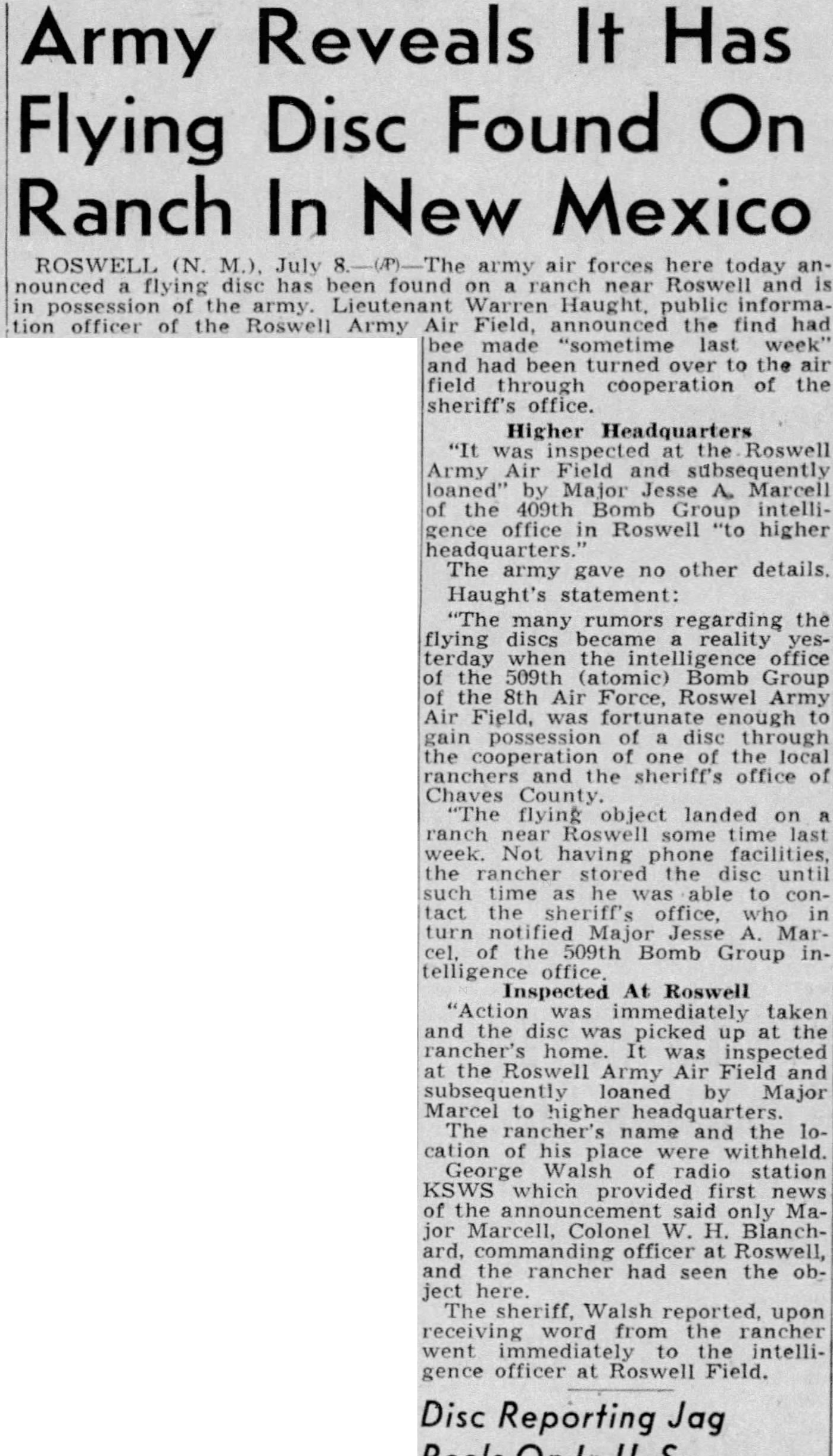
Krantenartikel uit 1947

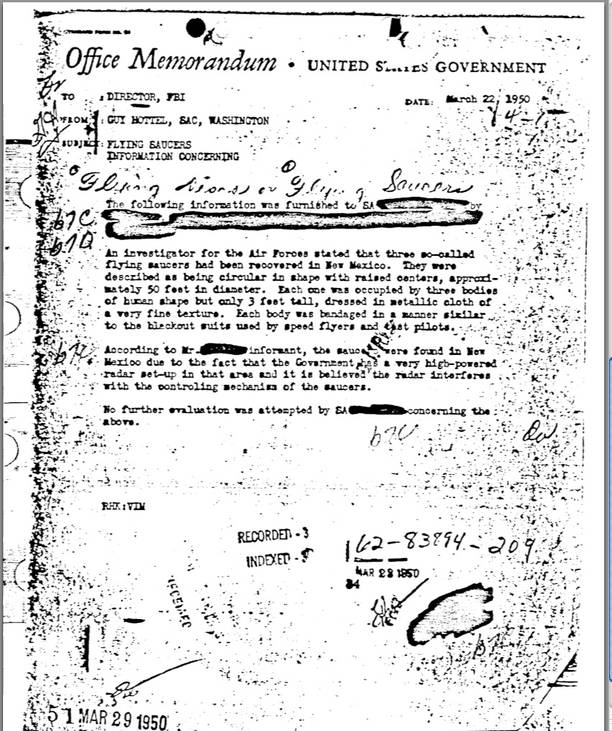
Memorandum uit 1950 over de vliegende schotel met lichamen van kleine mannetjes

Het Roswellincident was op 8 juli 1947 via diverse media (kranten en radiostations) groot nieuws in de Verenigde Staten. Berichten over een vermeend neerstorten van een vliegende schotel nabij Roswell staat bij ufologen bekend als het belangrijkste ufo-incident ooit. 

## Mysterieuze crash
In juli 1947 zou er op een boerderij nabij Roswell een opmerkelijke gebeurtenis hebben plaatsgevonden. De melding daarvan zorgde korte tijd voor wereldnieuws. De persdienst van het Roswell Army Air Field (RAAF) verklaarde namelijk in een officieel persbericht dat een neergestorte vliegende schotel, een ufo, was geborgen (RAAF captures Flying Saucer, zo stond er in diverse Amerikaanse kranten). Een dag later kwam er een nieuw communiqué waarin werd gesproken over een neergestorte weerballon. Daarna werd het meer dan dertig jaar stil.
Pas in 1978 kwam het Roswellincident weer in het nieuws toen de bekende Canadese ufo-onderzoeker Stanton T. Friedman in contact kwam met oud-majoor Jesse Marcel. Marcel was in 1947 betrokken bij de berging van de resten van wat de luchtmacht een weerballon noemde. Als majoor buiten dienst verklaarde Marcel in 1978 tegenover Friedman, dat het geen weerballon was geweest, maar toch een buitenaards ruimtevaartuig. Friedman vond in Roswell nog tientallen andere getuigen, onder wie zelfs een generaal, die de lezing van Marcel bevestigden. Friedman schreef een boek waarna nog meer getuigen zich meldden en er nog tientallen boeken verschenen.

## Nieuwe verklaringen Amerikaanse luchtmacht
De discussie rond het Roswellincident, die nog altijd aanhoudt, leidde tot vragen in het Amerikaans Congres en een nieuwe verklaring van de Amerikaanse luchtmacht. In 1998 presenteerde de US Air Force de nieuwe uitleg in een persconferentie die zelfs door CNN rechtstreeks werd uitgezonden. Daarin kwam de luchtmacht met het Project Mogul-verhaal. De crash was niet die van een weerballon, maar van een veel grotere spionageballon, waarmee de Amerikanen de Russische vorderingen op nucleair gebied trachtten te monitoren.
In 2006 heeft de luchtmacht een vierde verklaring voor het Roswellincident gepresenteerd. Volgens die laatste lezing was er sprake geweest van het neerstorten van een cockpitdummy met etalagepoppen. De nieuwe verklaring en vooral het voortdurend wijzigen van de uitleg van de overheid heeft de aanhangers van de ufotheorie er nog meer van overtuigd dat er in Roswell meer is gebeurd dan dat wat de luchtmacht het publiek voorhoudt.
Op 11 april 2011 maakte de FBI een verslag uit 1950 openbaar waarin een luchtmachtfunctionaris de vondst van drie ufo's en negen lichamen rapporteert. Hierin staan onder meer de vorm van de objecten beschreven, alsmede de geborgen lichamen in de objecten.  In een toelichting zei de FBI dat aangezien dit memo drie jaar na de vermeende crash in Roswell is gedateerd, "er geen reden is om aan te nemen dat de twee met elkaar verbonden zijn.”

## Documentaires, films en muziek
Het Roswellincident is onderwerp van tientallen documentaires en een speelfilm over het hele voorval. In de jaren negentig verscheen er ook een zogenaamd clandestien gemaakte film van de autopsie op het lichaam van een bij Roswell verongelukt buitenaards wezen (alien). De film werd wereldwijd uitgezonden, maar de filmmakers gaven later toe dat de film een publiciteitsstunt was, en het lijk van de alien een pop was met dierlijke organen. 
Hangar 18, de hangar op Wright-Patterson Air Force Base waar volgens sommigen het bewijs van het Rosswellincident ligt opgeslagen, heeft zijn naam geleend aan onder andere een film, een rapgroep en nummers van Yngwie Malmsteen en Megadeth.

## Toerisme
Het Roswellincident heeft ertoe bijgedragen dat Roswell en omgeving toeristische trekpleisters zijn geworden. In de stad is onder meer een ufomuseum en -onderzoekscentrum gevestigd, waar men meer te weten kan komen over het Roswellincident. Het toerisme speelt een belangrijke rol in de plaatselijke economie. De stad noemt zich alien capital of the world.

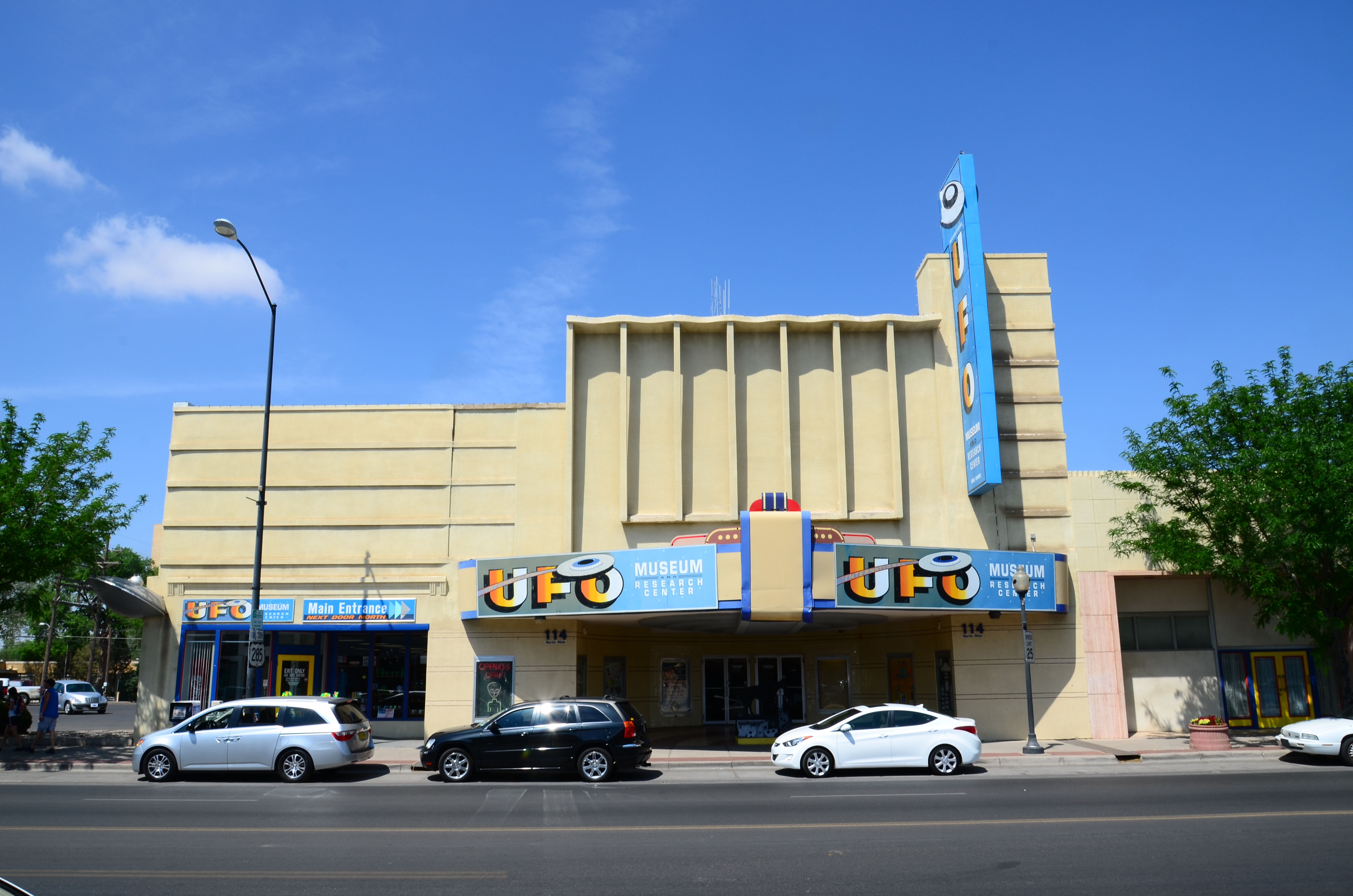
Het ufomuseum in Roswell
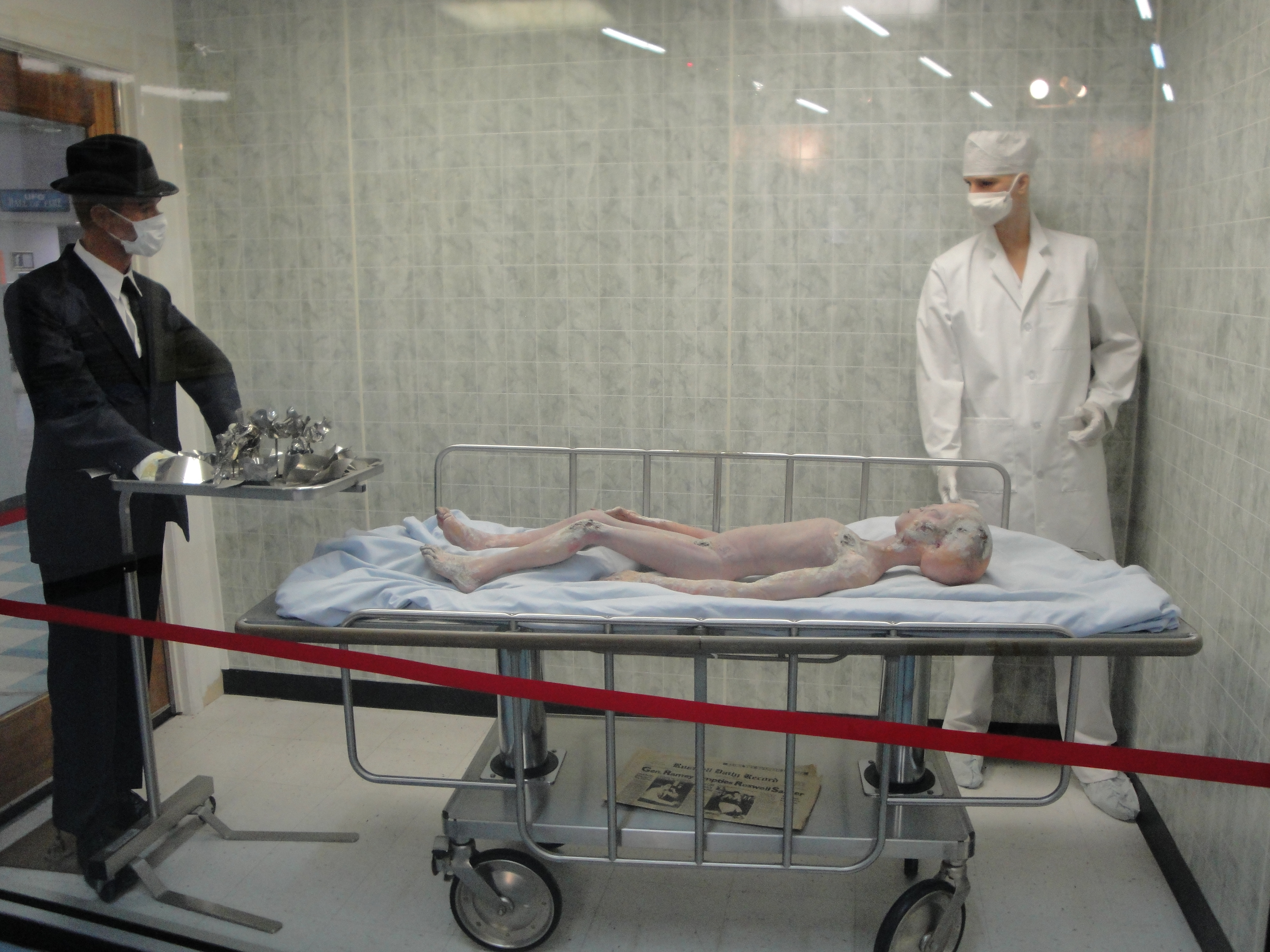
Foto, gemaakt in het Roswellmuseum, van de autopsie op een alien. Deze voorstelling is volledig fantasie van de makers.
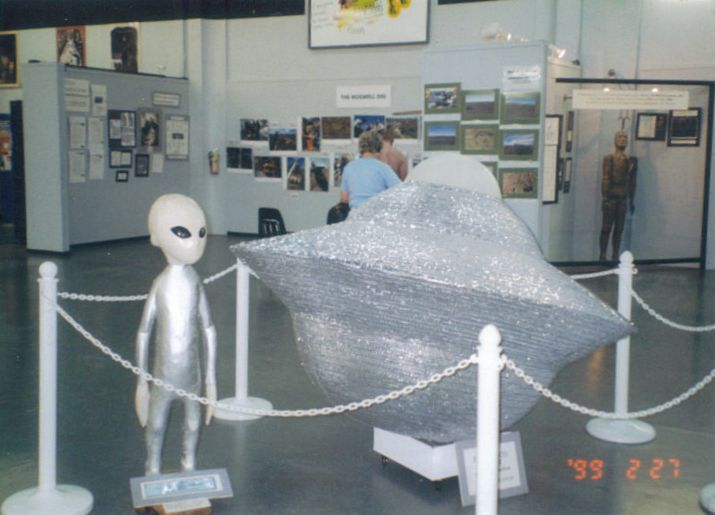
Een vermeende alien bij zijn ruimteschip